# Franco Biondi
Franco Biondi (Forlì, 8 agosto 1947) è uno scrittore italiano naturalizzato tedesco.

## Biografia
Trasferitosi in Germania con la famiglia all'età di 18 anni, è considerato il "decano" della letteratura migrante. Nelle sue opere ha infatti in genere affrontato il problema dell'integrazione degli immigrati nella società tedesca.
Dal 1976 al 1982 ha studiato psicologia.
Nel 1983 è stato premiato con il premio Aras Ören presso l'accademia bavarese di belle arti.
Nel 1987 insieme a Gino Chiellino ha vinto il premio Adelbert von Chamisso.

## Opere
- Nicht nur gastarbeiterdeutsch, Gedichte (1979)
- Die Tarantel, Erzählungen (1982)
- Abschied der zerschellten Jahre, Novelle (1984)
- Passavantis Rückkehr (1985)
- Die Unversöhnlichen oder im Labyrinth der Herkunft, Roman (1990)
- Ode an die Fremde, Gedichte (1995)
- Ein schöner Abschied, Novelle (1996)
- In deutschen Küchen, Roman (1997)
- F. Biondi, Gino Chiellino, Giuseppe Giambusso Die Tinte und das Papier - Dichtung und Prosa italienischer AutorInnen in Deutschland (1999)
- Der Stau, Roman (2001)
- Giri e rigiri, Gedichte Italienisch-Deutsch (2005)
- Karussellkinder, Roman (2007)

## Letteratura
Rüdiger Krechel/Ulrike Reeg (Hrsg.): Franco Biondi. Iudicium-Verlag, München 1989. ISBN 3-89129-064-0